# Neolucanus sarrauti
Neolucanus sarrauti es una especie de coleóptero de la familia Lucanidae.

## Distribución geográfica
Habita en Camboya y Vietnam.